# Helicoön reticulatum
Helicoön reticulatum är en svampart som beskrevs av Linder 1929. Helicoön reticulatum ingår i släktet Helicoön och familjen Tubeufiaceae.   Inga underarter finns listade i Catalogue of Life.